# 西尔维奥·皮奥拉
西尔维奥·皮奥拉（義大利語：Silvio Piola，1913年9月29日—1996年10月4日），意大利男子足球运动员，场上位置是前锋。他曾代表意大利国家队参加1938年国际足联世界杯，结果获得冠军。